# Sunnantjärnen
Sunnantjärnen är en våtmark, tidigare sjö, i Söderhamns kommun i Hälsingland och ingår i Ljusnan-Skärjåns kustområde. Sjön har en area på 0,0506 kvadratkilometer och ligger 6 meter över havet.

## Delavrinningsområde
Sunnantjärnen ingår i det delavrinningsområde (678692-157140) som SMHI kallar för Rinner mot Ljusnefjärden. Medelhöjden är 14 meter över havet och ytan är 6,64 kvadratkilometer. Det finns inga avrinningsområden uppströms utan avrinningsområdet är högsta punkten. Avrinningsområdets utflöde mynnar i havet, utan att ha någon enskild mynningsplats. Avrinningsområdet består mestadels av skog (84 procent). Avrinningsområdet har 0,33 kvadratkilometer vattenytor vilket ger det en sjöprocent på 5 procent. Bebyggelsen i området täcker en yta av 0,65 kvadratkilometer eller 10 procent av avrinningsområdet.